# Ildebrando Malavolta
Ildebrando Malavolta (Ripatransone, 26 novembre 1916 – Gondar, 24 ottobre 1941) è stato un militare e aviatore italiano caduto nella seconda guerra mondiale nel corso della battaglia di Gondar e decorato con la medaglia d'oro al valor militare alla memoria.

## Biografia
Studiò da insegnante elementare e si iscrisse al Magistero di Roma per frequentarvi i corsi di lingua e letteratura. Arruolatosi in aeronautica e ottenuto il brevetto, divenne ufficiale pilota di complemento nel 1938.
Combatté con il grado di sottotenente nella 413ª Squadriglia, durante la campagna d'Africa Orientale ai comandi del Fiat C.R.42 Falco. 
Qui, dopo i successi iniziali, il 19 gennaio 1941, le forze inglesi avevano avviato una decisa controffensiva e, dopo cinque mesi di combattimenti, il 6 giugno 1941, erano rimasti, in grado di volare, solo il C.R.32 del Maresciallo Giardinà della 410ª Squadriglia e, appunto, il C.R.42 del tenente Malavolta. I due piloti da caccia colsero di sorpresa le formazioni della RAF abbattendo un Wellesley il 2 luglio e un altro sette giorni più tardi.
Secondo alcuni autori, furono, questi, gli ultimi successi italiani in Africa Orientale. Il C.R.42 del tenente Ildebrando Malavolta fu l'ultimo aereo italiano a sostenere un duello aereo in quella regione il 24 ottobre 1941. Ma le versioni sull'ultimo combattimento aereo in Africa Orientale discordano. Decollato per mitragliare gli aeroporti inglesi di Dabat ed Adi Arcai, secondo alcuni storici, fu intercettato da tre Gladiator ed abbattuto dopo che era riuscito a distruggere due aeroplani nemici. Per altri autori, Malavolta riuscì soltanto a mitragliare i due Gladiator. Secondo lo storico Håkan Gustavsson, invece, quando Malavolta fu udito sorvolare l'aeroporto di Dabat, il pilota della South African Air Force, (no. 47484V) Lieutenant Lancelot Charles Henry "Paddy" Hope, decollò per intercettare il suo C.R.42 (MM7117) e lo abbatté, nonostante le disperate manovre di evasione del pilota italiano. Il giorno seguente fu trovato il relitto dell'aereo con Malavolta ancora nel posto di pilotaggio. Hope lanciò un messaggio sulle linee italiane ad Ambazzo. "Onore al pilota del Fiat: egli era un valoroso. South African Air Force." 
Questo del 24 ottobre fu comunque l'ultimo combattimento aereo in Africa Orientale.
Il pilota venne insignito della medaglia d'oro al valor militare alla memoria.
Nel 1972 la vicenda del capitano Malavolta durante la battaglia di Gondar venne illustrata in un fumetto pubblicato dal Corriere dei Ragazzi, sceneggiato da Mino Milani e illustrato da Nevio Zeccara, sotto lo pseudonimo di Barin-71.